# Mount Baume
Mount Baume ist ein 1910 m hoher Berg im Südosten Südgeorgiens. Er ragt auf halbem Weg entlang der Nordflanke des Nowosilski-Gletschers auf.
Der South Georgia Survey nahm in der Zeit zwischen 1951 und 1957 eine Kartierung vor und benannte ihn nach Louis Charles Baume (1919–1993), ein Mitglied des Survey von 1955 bis 1956.